# 池田啓汰
池田　啓汰（いけだ　けいた、1979年8月24日 - ）は、日本の俳優。千葉県出身。所属事務所はトミーズアーティストカンパニー。血液型B型。身長172cm。体重68kg。愛称はイケちゃん。劇団前方公演墳、ジュングランプリなどに所属。
プロデュース公演
劇団伝赤　作、演出
2013年　(千本桜ホール)
「グッドナイトエンジェル〜この雨が止んだら」
2014年(北池袋新生館シアター)
「東京Candy〜それは特別な日」

劇団爆烈ゲキ情！作、演出
2015年(千本桜ホール)
「SUPER GIRL 夜が終わる時。」

## 人物・略歴
2001年から小劇場を中心にフリーで役者活動を始める。
小劇場にて出演中、関係者からスカウトを受け2004年に株式会社トミーズアーティストカンパニーに所属。
事務所が運営する劇団前墳公演墳に参加し2008年迄の間、数々の舞台作品に出演。
お調子者で周りを飽きさせない性格の持ち主。
トミーズカンパニー主催のイベントジュングランプリのムードメーカー的存在。また、ジュングランプリでは青空墓地という爺さんと爺さんと孫と言う不思議なトリオコントを作り、お笑いとしても活躍。
他にも劇作家、演出家など様々な劇団にプロデュース作品も提供している。

## 主な出演作品

### テレビ
- タイガー&ドラゴン（TBS）
- ブラザービート（TBS）
- ドールハウス（TBS）
- 妻よ!実録·松本サリン事件　レポーター役（フジテレビ）
- LOVE GAME 最終話出演（2009年 日本テレビ）
- 東京DOGS（フジテレビ）

### CM
- きっかけはフジテレビ（フジテレビ）（2004年）

#### 舞台
・「ネメシスの降りた町」近藤勇役
(2004年、青山円形劇場)
・「セブンガールズ」　(2004年、東京芸術劇場小ホール2)
・「壬生で見た月～新選組誠剣伝～」　(2005年、新宿スペース107)
・「星は見ていた～新選組誠剣伝～」　毛内有之助役
(2005年、東京芸術劇場小ホール2)
・「恋は散る、雪が舞う」村中孝次役 
東京芸術劇場(2007年)
・「IZO」桂　小五郎役
劇団前墳バックドロップス公演 
東京芸術劇場2007年
劇団前墳バックドロップス
・「龍馬よ雲になりすませ」桂　小五郎役　
（2008年、萬スタジオ）
・「題名未定」キワベツシュン役　
劇団前墳バックドロップス公演 
東京芸術劇場2008年

### イベント
- 初台THE DOORS 「デビューパフォーマンスライブ」（2009年）
- ROCK ON FRIDAY NIGHT（2009年11月、初台THE DOORS）